# Santa Maria de Gràcia d'Empúries
Santa Maria de Gràcia o Mare de Déu de Gràcia fou un convent actualment desaparegut al municipi de l'Escala a l'interior del que avui són les ruïnes i excavacions d'Empúries. Pràcticament ensulsiat al tombant dels segles XIX i XX, les poques restes de l'església foren restaurades i integrades al Museu Monogràfic d'Empúries (seu del Museu d'Arqueologia de Catalunya). El convent, fundat pels servites el 1606, era a mig quilòmetre al sud de Sant Martí i a un quilòmetre al nord de la vila de l'Escala en un turó proper al golf de Roses. En el conjunt conventual l'església és al nord. La comunitat era formada per una desena de frares. Hi ha referències de la presència d'una imatge d'una marededeu trobada i morena. El convent fou exclaustrat el 1835 anant-se arruïnant fins que la Junta de Museus n'endegà la remodelació com a seu del Museu d'Empúries durant la dècada del 1910 esdevenint-ne la seu física, els magatzems i l'exposició. A l'exposició del Museu, entre d'altres, destaquen el mosaic del sacrifici d'Ifigenia (època romana) i l'Asclepi d'Empúries (escultura hel·lenística).

## Arquitectura

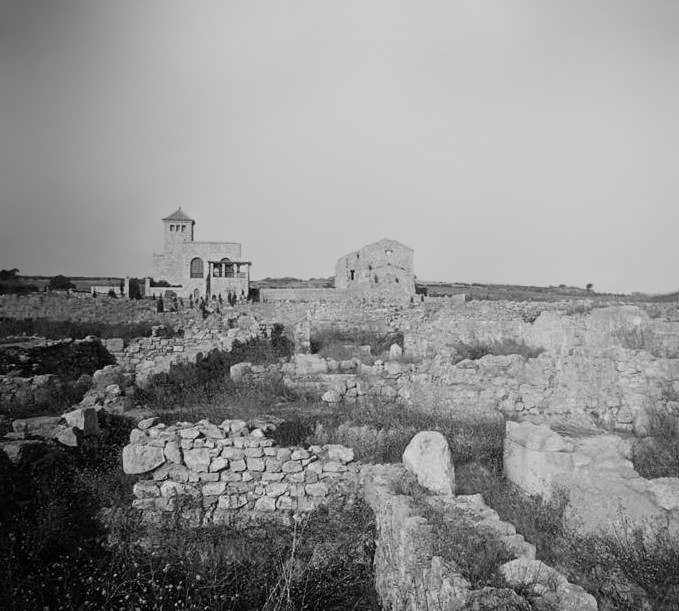
Aspecte del convent de Santa Maria de Gràcia i de les ruïnes d'Empúries el 1923. S'hi pot apreciar la primera intervenció de Puig i Cadafalch, apartada de la nau ruïnosa del temple servita, així com les excavacions de la ciutat grega i l'absència d'excavacions a la ciutat romana, endegades anys més tard.

El temple fou descrit en una publicació del 1906 per Gaietà Barraquer recopilant dades recollides en una visita que feu el 13 de setembre de 1899: «Al nord l'edifici hi ha el temple, orientat a la manera antiga, i al sud el convent. La façana d'aquell gens notable ofereix, però l'interior, encara que de gust modern, xoca en aquelles solituds per adornat i bell, o més exactament per l'adorn i bellesa que va lluir abans de la seva destrucció, actualment gairebé completa. Constava d'una elevada nau, sense creuer, amb tres capelles per banda i lloc com d'una altra sota el cor alt. La seva longitud total s'estén a 43 passes regulars, l'amplada de la seva nau a 11 i la profunditat de les capelles de cada costat a 3. L'ordre arquitectònic que va dibuixar els adorns va ser el toscà. Els arcs d'ingrés a les capelles descriuen el perfecte semicercle. Cada pilastró que separa les unes de les altres les capelles sosté a si adherides a la nau dues antes de base i capitell toscà, sobre el qual recolza, recorrent tot la vora del temple, una ampla i treballada cornisa, el fris llueix una contínua fila de tríglifs, i per sobre dels quals corre una altra fila també contínua de denticles. Tot està estucat de color de marbre blanc amb línies que imiten plafons a les antes. La volta guardava la invariable forma del seu temps, és a dir, de mig punt, dividida per arcs transversals en tants compartiments com capelles i el presbiteri, i amb llunetes en els costats dels compartiments. L'absis pla tenia, però, aixamfranats els angles, el que li donava tres costats, en cadascun dels quals la volta ostentava la seva lluneta. Sota el paviment del temple s'ocultaven les acostumades tombes. Després del retaule major queia el gran cambril, voltat per aresta creuada. D'aquell no queda ni bri, i així no em va ser donat jutjar. Dels laterals queda la major part. Són de maons i guix, barrocs, formats de nínxols petits i molts adorns de columnetes, treballats capitells, cornises, dentillons, petxines, etc., Tot finament afaiçonat i blanquejat. Darrere dels retaules del costat de l'Evangeli, dins l'àmbit del temple, corria un passadís que posava en comunicació el cor amb el presbiteri. Al costat sud del cor s'elevava el campanar. Avui sense sostre aquesta església, que era la millor de l'Ordre, i destruïda arreu, no presenta més que parets i un munt de runes, cobert d'atrevida vegetació, bé que rastrera.»
Així mateix G. Barraquer descriu la resta del complex conventual: «El claustre limitava immediatament amb el costat de l'Epístola del temple, descrivint un rectangle que d'aquesta a oest mesurava 35 passos regulars, i de nord a sud 32, incloses en aquestes mesures les galeries, l'amplada de cadascuna de les quals arribava a 4 passos. Actualment aquest claustre no conserva més que part dels seus murs exteriors i els fonaments de l'ampit en què recolzaven les columnes de les galeries, tot ara plenament banyat pel sol i cobert de ceps i fruiters. Emperò de la descripció de les restes d'ell, que em va fer la no comuna afabilitat de l'actual propietari, vaig venir en coneixement que constava de corregut ampit, sobre d'ell de columnes d'ordre toscà i d'arcs de mig punt, circumstàncies que li donarien una bellesa concorde a la del temple. Al seu voltant hi havia les dependències naturals en aquests edificis. A l'ala meridional s'obria una porta, la llinda mostrava esculpida aquesta data: «1642» Al pis alt hi havia les cel·les, de les quals la del prior mirava a l'oest, única que conserva un fragment de mur exterior, en què hi ha una finestra. Tota la resta de l'edifici, llevat dels murs del temple, està enderrocat a nivell del terra del primer alt.» 
Els terrenys al voltant eren horts propietat del convent incloent dues vessanes al nord del temple, deu vessanes a l'est i sud i una peça de terreny a l'oest.

## Història

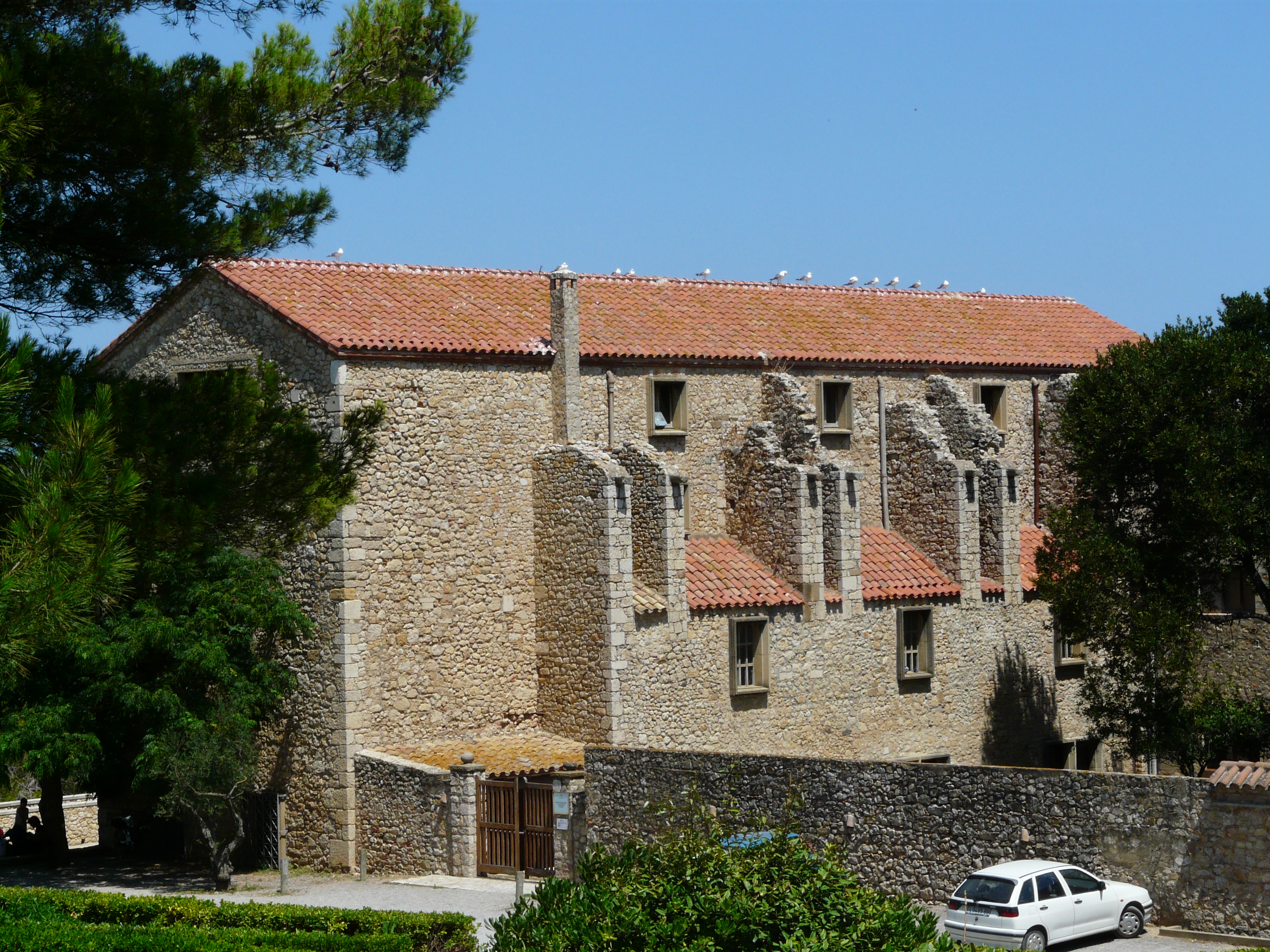
Façana sud de l'església de Santa Maria de Gràcia

El convent de monjos servites de Santa Maria de Gràcia d'Empúries fou fundat l'any 1606, en una ermita ja existent amb aquesta dedicació: "la casa capella y Ermita de Nostra señora de gratia", segons s'esmenta en el document de fundació. Era a mig quilòmetre al sud de Sant Martí i a un quilòmetre al nord de la vila de l'Escala en un turó proper al golf de Roses. La comunitat era formada per una desena de frares. L'any 1601, en la capella de Santa Maria de Gràcia hi havia un benefici (càrrec que l'Església confereix canònicament). Segons una altra notícia, d'autenticitat dubtosa, aquesta capella ja existia l'any 1381.
La imatge que s'hi venerava era de terrissa, tenia tres pams d'alçada i sostenia el fill, que estava nu, amb el braç dret. Era una imatge d'una marededeu trobada i morena. El convent fou abandonat el 1820 a causa de la desamortització empresa durant el Trienni Liberal (1820-23), tot i que altres fonts apunten que va ser exclaustrat el 1835 No va ser fins que varen començar les excavacions a principi del s. XX, oficialment vers el 1908 sota la direcció de Josep Puig i Cadafalch, quan va sorgir la necessitat de crear un espai per emmagatzemar les peces i poder, més tard, exposar-les.
Va ser el mateix Puig i Cadafalch qui va projectar la construcció del Museu d'Empúries sobre les dependències del convent i de l'antiga torre, obra que inaugurà el 1917. L'església de la Mare de Déu de Gracia no s'incorporarà fins més tard al complex i actualment és la sala principal del museu. És curiós constatar que el convent de servites ja tenia un precedent museístic. A principis del segle xix, un dels frares, el pare Romeu, s'havia dedicat a recollir els objectes que apareixien als voltants i havia format una col·lecció d'antiguitats que veieren J. Villanueva i Jaubert de Passa, els quals en parlen en les seves obres.

## Seu del Museu d'Empúries
Es tracta d'un grup d'edificis adossats, que conformen una planta rectangular al conjunt arquitectònic. El nucli central està format pel claustre, al voltant del qual s'articula l'antiga església del convent i la resta de dependències conventuals, degudament rehabilitades i restaurades per al seu nou ús. L'edifici principal és de planta rectangular, amb la coberta plana i distribuït en planta baixa i dos pisos. La façana de ponent, encarada al claustre, presenta totes les obertures rectangulars, amb els brancals bastits amb carreus de pedra i les llindes planes. El parament és pedra de diverses mides amb abundant morter. Actualment és la part per on es realitza l'accés a les estances privades del museu. A la planta baixa, oficines i magatzems; al primer pis, algunes sales del museu i la botiga; a la segona planta, més oficines i dependències privades.
Adossada a la banda nord del conjunt hi ha l'església, emmarcant l'antic claustre. Actualment és un edifici de planta rectangular, amb la coberta a dues vessants de teula i distribuït en planta baixa i tres pisos. L'interior ha estat totalment transformat per albergar les sales d'exposició del museu i magatzems. Exteriorment, els murs nord i sud conserven l'estructura original amb grans contraforts dobles amb tres capelles integrades. Amb la rehabilitació de l'edifici s'obriren diverses finestres a tots els nivells, d'obertura rectangular i amb l'emmarcament d'obra motllurat. En origen, l'accés al temple es feia pel mur oest, el qual encara conserva la imprompta de la gran portalada existent. En l'actualitat s'han obert quatre grans finestres rectangulars. Per la banda de llevant, als dos edificis anteriors se'ls adossa un cos rectangular d'una sola planta, amb una gran terrassa al nivell del primer pis, que dona accés a l'actual porta del museu, situada al mur de llevant de l'església. L'ingrés es fa a través d'un pòrtic rectangular amb coberta a un sol vessant, bastit amb tres arcs de mig punt sostinguts amb columnes i capitells decorats.
Damunt hi ha el rosetó adovellat del temple. La cantonada sud-est forma part de la restauració duta a terme per Puig i Cadafalch, a principis del segle xx. Hi ha una torre de planta quadrada, amb la coberta de quatre vessants de teula. Fou l'antic campanar del convent, actualment reconstruït, tot i que el basament és original. Envers l'est, la torre té adossat un cos de dues plantes, amb un porxo davanter al nivell del primer pis i grans finestrals de mig punt a les façanes. El sector sud està format per tres cossos rectangulars adossats, que tanquen el conjunt arquitectònic al voltant del claustre. Adossat a la torre hi ha el cos de majors dimensions. Presenta la coberta plana, dues plantes i obertures d'estil neogòtic. El portal té un timpà semicircular decorat, amb un plafó de ceràmica vidrada. La construcció és de pedra desbastada i morter, amb les juntes amples i en relleu.